# لمفوما الخلايا القاتلة الطبيعية الأرومية
لمفوما الخلايا القاتلة الطبيعية الأرومية هو نوع من اللمفوما. وهو حالة جلدية تتميز بلويحات سريعة الاتساع ومتعددة.:739
وهي تكون موجبة بالنسبة للسي دي 4 والسي دي 56.
لا يظهر أن هذا النوع من اللمفوما يتصاحب مع فيروس إبشتاين-بار.